# Swiss Economic Forum

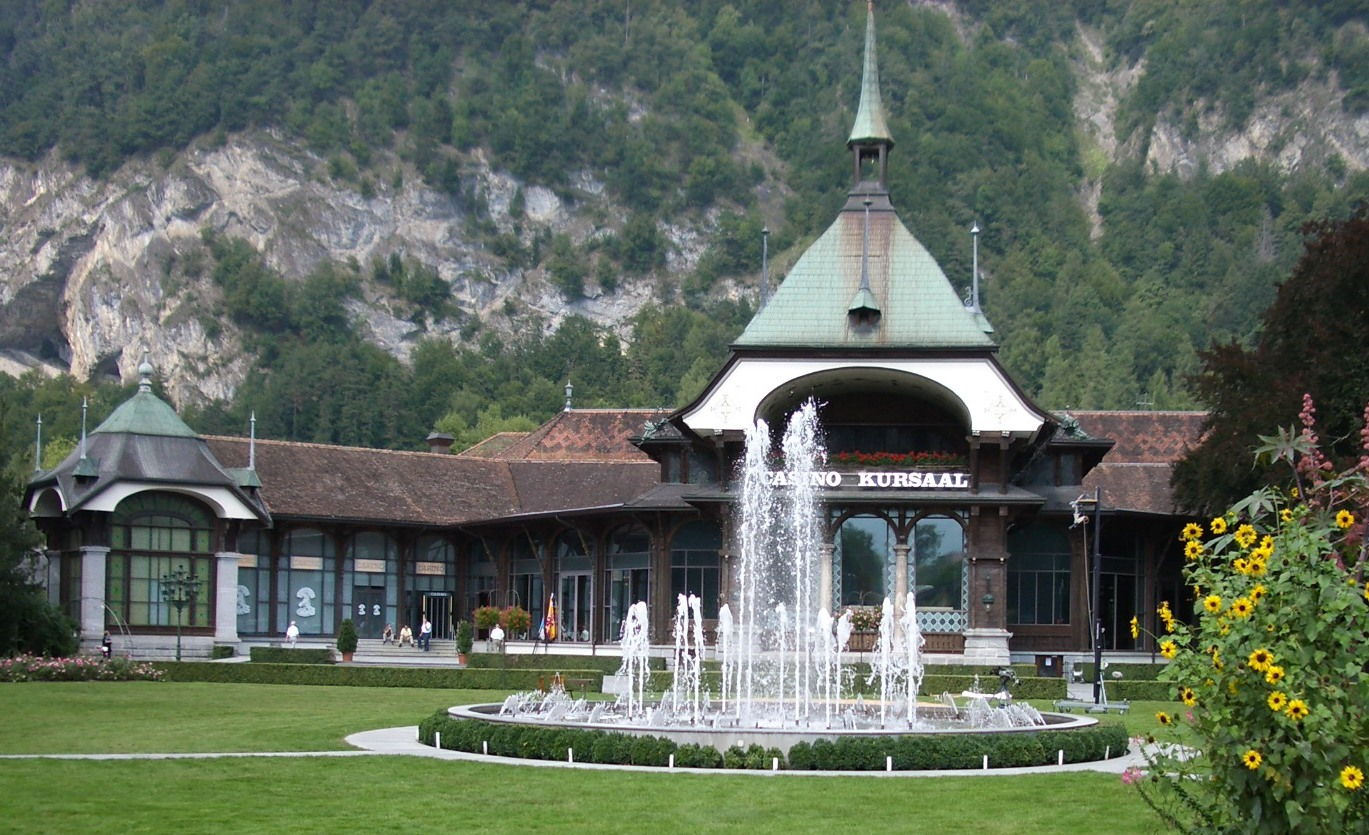
Kursaal Interlaken

Das Swiss Economic Forum (SEF) ist ein Wirtschaftstreffen für CEOs, Manager sowie Vertreter aus Politik, Wissenschaft und Medien. Das jährliche Treffen findet seit 2010 jeweils im Frühling im Congress Centre Kursaal in Interlaken statt, zuvor war es von 1999 bis 2009 in Thun.
Neben Referaten werden auch Workshops angeboten und Best Practice Fälle präsentiert. Als Höhepunkt des Jahrestreffens wird jeweils der Swiss Economic Award verliehen – in der Schweiz die bedeutendste Auszeichnung für Jungunternehmer.
Das Forum hat insbesondere Bedeutung für die Schweiz, daneben nehmen auch Unternehmer aus dem Ausland, insbesondere aus dem Süden Deutschlands, dem grenznahen Österreich sowie aus England und den USA teil. Der Anlass wird vom Schweizer Radio und Fernsehen live übertragen.